# Perry White
Jornalista e chefe de edição do mais famoso jornal de Metrópolis: O (Daily Planet). Senhor White foi de grande ajuda para que Clark Kent ganhasse o emprego no jornal. Rígido e decidido, o jornalista sempre busca a perfeição pela sua equipe de edição. Como a maioria dos chefes, o Senhor White costuma ser exigente e dar muitas broncas especialmente no Clark e no fotografio Jimmy Olsen. Mas ao contrári do outro editor-chefe da Marvel: J Jonah Jameson, o Senhor White não tem problemas com super-heróis, ainda mais com o Superman que é o exemplo para o Homem do Amanhã. Ele também não gosta quando o chamam de chefe, já que tem momentos que ele até trata os seus funcionários como amigos e colegas de trabalho.
Ele trabalhou começou trabalando Daily Star de Metrópolis sob o comando George Taylor.

Na primavera de 1940, o jornal inexplicavelmente mudou seu nome para Daily Planet. Posteriormente, Perry White substitui Taylor no comando do jornal.

Quando DC fez uso de seu  Multiverso entre o início da década de 1960 e meados da década de 1980, foi estabelecido que o Daily Star era o jornal da Era de Ouro dos Quadrinhos ou Terra 2, enquanto o Daily Planet foi usado na Era de Prata ou Terra. O Clark Kent da Terra 2, eventualmente, tornou-se o editor-chefe do Daily Star, algo que a sua na Terra 1 contraparte não conseguiu.